# Турунтаевское сельское поселение (Бурятия)
Се́льское поселе́ние «Турунтаевское» (бур. Турантайн hомон) — муниципальное образование в Прибайкальском районе Бурятии Российской Федерации.
Административный центр — село Турунтаево.

## История
Статус и границы сельского поселения установлены Законом Республики Бурятия от 31 декабря 2004 года № 985-III «Об установлении границ, образовании и наделении статусом муниципальных образований в Республике Бурятия»

## Население
| 2002  | 2011  | 2012  | 2013  | 2014  | 2015  | 2016  |
| ----- | ----- | ----- | ----- | ----- | ----- | ----- |
| 7084  | ↘6844 | ↗6873 | ↗6939 | ↘6928 | ↗7002 | ↗7031 |
| 2017  | 2018  | 2019  | 2020  | 2021  | 2023  | 2024  |
| ↘7000 | ↗7002 | ↗7013 | ↘7009 | ↘6445 | ↘6370 | ↘6311 |

## Состав сельского поселения
| № | Населённый пункт | Тип населённого пункта       | Население |
| - | ---------------- | ---------------------------- | --------- |
| 1 | Засухино         | село                         | ↗46       |
| 2 | Иркилик          | село                         | ↗535      |
| 3 | Карымск          | село                         | ↗258      |
| 4 | Турунтаево       | село, административный центр | ↘5628     |
| 5 | Халзаново        | село                         | ↘120      |